# Sidi Zahar
Sidi Zahar là một đô thị thuộc tỉnh Médéa, Algérie. Dân số thời điểm năm 2002 là 8.018 người.